# Anatoliy Puzach
Anatoliy Kyrylovytch Puzach (en ukrainien : Анатолій Кирилович Пузач, en russe : Анатолий Кириллович Пузач, Anatoli Kirillovitch Pouzatch), né le 3 juin 1941 à Krasny Kout et mort le 19 mars 2006 à Kiev, est un footballeur international soviétique évoluant au poste d'attaquant devenu par la suite entraîneur ukrainien de football.

## Carrière
Puzach commence sa carrière en 1960 au FC Polissya Zhytomyr, avant de rejoindre le SKA Lviv en 1962 et de faire un court passage en 1963 au FK CSKA Moscou. L'essentiel de sa carrière s'est passé au Dynamo Kiev où il remporte quatre Championnats d'URSS et une Coupe nationale. 
Puzach compte un total de quatorze sélections avec l'Équipe d'Union soviétique de football, entre 1969 et 1972. Son premier match international est une rencontre amicale face à l'Allemagne de l'Est, le 25 juillet 1969, durant laquelle il marque son premier but en sélection. Durant le Mondial 1970, il devient le premier joueur de l'histoire de la Coupe du monde à remplacer un joueur, à la 46e minute lors d'une rencontre du 31 mai 1970 opposant l'URSS au Mexique.
Il devient ensuite entraîneur du Dynamo Kiev entre 1990 et 1993, et adjoint de 1973 à 1990 et de 1997 à 2000.

## Palmarès
Palmarès de joueur
- Vainqueur du Championnat d'URSS de football en 1966, 1967, 1968 et 1971 avec le Dynamo Kiev.
- Vainqueur de la Coupe d'URSS de football en 1966 avec le Dynamo Kiev.

Palmarès d'entraîneur
- Vainqueur du Championnat d'URSS de football en 1990 avec le Dynamo Kiev.
- Vainqueur du Championnat d'Ukraine de football en 1993 avec le Dynamo Kiev.